# Турткульський район
Турткульський район (кар. Twoʻrtkuʻl rayoniʻ; узб. Тўрткўл тумани, Toʻrtkoʻl tumani) — район в Узбекистані, Республіка Каракалпакстан. Розташований на півдні республіки. Центр — місто Турткуль.
Межує на заході та півночі з Елліккалинським районом Каракалпакстану, на сході з Навоїйською, на південному сході з Бухарською, на півдні з Хорезмською областями і Туркменістаном.
Через район протікають річки Амудар'я, Суярґан, канали Пахтаарна, Бог'яп, Калтамінар, Акбашли, Шурахан'яп, Янбашкала, Аразкала, Амірабад, Бітлеу, Боз'яп, Бетон. Тут розташоване озеро Суярґан. На півдні і сході району піски Кизилкум.
Через район проходить автошлях Нукус — Турткуль — Бухара, тут розташований залізничний вузол Міскін (лінії на Нукус, Ургенч, Учкудук, Газоджак).
Утворений 3 липня 1927 року. Площа району 7,5 тис. км², населення — 161,2 тис. мешканців (2004).
Станом на 1 січня 2011 року до складу району входять 1 місто (Турткуль), 5 міських селищ і 15 сільських сходів громадян.
Міські селища:
- Амірабад
- Міскін
- Нурліюль
- Тазабаг
- Туркменкуль

Сільські сходи громадян
- Акбашли
- Аккамиш
- Атауба
- Джанбаскала
- ім. А. Дурдиєва
- Кана-Турткуль (кол. ім. Ахунбабаєва)
- Кельтемінар
- Кокча
- Кумбаскан
- Пахтаабад
- Пахтачі
- Тазабагяб
- Узбекистан (кол. Чибуклі)
- Уллубаг
- Шурахан